# Đẳng cấp quý tộc Scotland
Đẳng cấp quý tộc Scotland (tiếng Gael Scotland: Moraireachd na h-Alba; tiếng Scots: Peerage o Scotland; tiếng Anh: Peerage of Scotland) là 1 trong 5 bộ phận của đẳng cấp quý tộc tại Vương quốc Anh và người lập ra những tước vị thuộc đẳng cấp đó là Vua Scotland tạo ra trước năm 1707. Theo Hiệp ước Liên minh, Vương quốc Scots và Vương quốc Anh được kết hợp dưới tên gọi Vương quốc Đại Anh, và một đẳng cấp quý tộc mới được thiết lập với tên gọi Đẳng cấp quý tộc Đại Anh, trong đó các tước hiệu tiếp theo được tạo ra.
Những người ngang hàng Scotland được quyền ngồi trong Nghị viện Scotland cũ. Sau Liên minh, những người đồng cấp của Nghị viện cũ của Scotland đã bầu 16 đại diện ngang hàng vào ngồi trong Viện Quý tộc tại Westminster. Đạo luật Đẳng cấp quý tộc 1963 đã cấp cho tất cả những quý tộc Scotland ngang hàng quyền ngồi trong Viện Quý tộc, nhưng quyền tự động này đã bị thu hồi, đối với tất cả các quý tộc cha truyền con nối (ngoại trừ của Bá tước Nguyên soái và Lãnh chúa Thị vệ Đại thần Anh đương nhiệm), khi Đạo luật Viện Quý tộc 1999 nhận được sự đồng ý của Hoàng gia.
Không giống như hầu hết các quý tộc khác, nhiều tước hiệu của Scotland đã được ban cho phần còn lại để truyền cho con cái (do đó, một gia đình người Ý đã kế vị và hiện đang nắm giữ tước vị Bá tước xứ Newburgh), và trong trường hợp chỉ dành cho con gái, những tước vị này được trao cho con gái tránh rơi vào tình trạng bị tước bỏ tước vị khi tuyệt tự dòng nam (như trường hợp của các nam tước Anh cổ đại bằng lệnh triệu tập). Không giống như các danh hiệu quý tộc khác của Anh, luật Scots cho phép các tước vị được thừa kế bởi hoặc thông qua một người không hợp pháp khi sinh, nhưng sau đó được hợp pháp hóa bởi cha mẹ của họ kết hôn sau đó.
Các cấp bậc của Quý tộc Scotland theo thứ tự tăng dần: Lãnh chúa của Nghị viện, Tử tước, Bá tước, Hầu tước và Công tước. Các Tử tước Scotland khác với các Tử tước của các Đẳng cấp quý tộc khác (của Anh, Đại Anh, Ireland và Vương quốc Liên hiệp Anh) bằng cách sử dụng phong cách của tước hiệu của họ, như trong Tử tước xứ Oxfuird. Mặc dù đây là dạng lý thuyết, nhưng hầu hết các Tử tước đều bỏ "of". Tử tước xứ Arbuthnott và ở một mức độ thấp hơn là Tử tước xứ Oxfuird vẫn sử dụng "of".
Các Nam tước Scotland xếp hạng dưới các Lãnh chúa của Nghị viện, và mặc dù được coi là cao quý, nhưng tước hiệu của họ là cha truyền con nối. Đã có lúc các nam tước phong kiến ngồi trong quốc hội. Tuy nhiên, họ được coi là những nam tước nhỏ chứ không phải ngang hàng vì tước hiệu của họ có thể được cha truyền con nối hoặc mua bán.
Trong bảng sau đây về Đẳng cấp quý tộc Scotland hiện tại, tước hiệu xếp hạng cao nhất của mỗi đẳng cấp trong các đẳng cấp khác (nếu có) cũng được liệt kê. Những quý tộc ngang hàng được biết đến với tước hiệu cao hơn ở một trong những đẳng cấp khác được liệt kê bằng chữ in nghiêng.

## Công tước
- Tước hiệu phụ.
- Nắm giữ tước vị công tước thứ hai trong Đẳng cấp quý tộc Scotland.

| Biểu tượng | Tước hiệu                 | Tạo ra              | Công tước khác hoặc danh hiệu cao hơn                                                                                                  | Tước hiệu được sử dụng trong Viện Quý Tộc                                                            | Quân chủ              |
| ---------- | ------------------------- | ------------------- | --- | --- | --------------------- |
|            | Công tước xứ Rothesay     | 1398                | Kể từ năm 1603, thường là Thân vương xứ Wales với tư cách là người thừa kế ngai vàng Công tước xứ Cornwall trong Đẳng cấp quý tộc Anh. | | Vua Robert III        |
|            | The Công tước xứ Hamilton | 12 tháng 9 năm 1643 | Công tước xứ Brandon trong Đẳng cấp quý tộc Đại Anh                                                                                    | Công tước xứ Brandon                                                                                 | Vua Charles I         |
|            | Công tước xứ Buccleuch    | 20 tháng 4 năm 1663 | Công tước xứ Queensberry Trong Đẳng cấp quý tộc Scotland                                                                               | Bá tước xứ Doncaster                                                                                 | Vua Charles II        |
|            | Công tước xứ Lennox       | 1675                | Công tước xứ Richmond trong Đẳng cấp quý tộc Anh; Công tước xứ Gordon trong Đẳng cấp quý tộc Vương quốc Liên hiệp Anh.                 | | Vua Charles II        |
|            | Công tước xứ Queensberry  | 3 tháng 2 năm 1684  | Công tước xứ Buccleuch trong Đẳng cấp quý tộc Scotland                                                                                 | | Vua Charles II        |
|            | Công tước xứ Argyll       | 23 tháng 6 năm 1701 | | Nam tước Sundridge Nam tước Hamilton Công tước xứ Argyll (Đẳng cấp quý tộc Vương quốc Liên hiệp Anh) | Vua William III và II |
|            | Công tước xứ Atholl       | 1703                | | | Nữ hoàng Anne         |
|            | Công tước xứ Montrose     | 1707                | | Bá tước Graham                                                                                       | Nữ hoàng Anne         |
|            | Công tước xứ Roxburghe    | 1707                | | Bá tước Innes                                                                                        | Nữ hoàng Anne         |

## Hầu tước
| Huy hiệu | Tước hiệu               | Tạo lập | Hâu tước khác hoặc tước hiệu cao hơn | Quân chủ              |
| -------- | ----------------------- | ------- | ------------------------------------ | --------------------- |
|          | Hầu tước xứ Huntly      | 1599    |                                      | Vua James VI và I     |
|          | Hầu tước xứ Queensberry | 1682    |                                      | Vua Charles II        |
|          | Hầu tước xứ Tweeddale   | 1694    |                                      | Vua William III và II |
|          | Hầu tước xứ Lothian     | 1701    |                                      | Vua William III và II |

## Bá tước và Nữ bá tước
- Tước hiệu phụ.
- Nắm giữ Bá tước thứ 2 trong Đẳng cấp quý tộc Scotland.

| Huy hiệu | Tước hiệu                          | Tạo ra | Tước hiệu bá tước khác hoặc tước hiệu cao hơn                                                                              | Quân chủ                         |
| -------- | ---------------------------------- | ------ | --- | -------------------------------- |
|          | Bá tước xứ Sutherland              | 1230   | | Vua Alexander II                 |
|          | Bá tước xứ Crawford                | 1398   | Bá tước xứ Balcarres trong Đẳng cấp quý tộc Scotland                                                                       | Vua Robert II                    |
|          | Nữ Bá tước xứ Mar                  | 1404   | | Vua Robert III                   |
|          | Bá tước xứ Erroll                  | 1452   | | Vua James II                     |
|          | Bá tước xứ Caithness               | 1455   | | Vua James II                     |
|          | Bá tước xứ Rothes                  | 1457   | | Vua James II                     |
|          | Bá tước xứ Morton                  | 1458   | | Vua James II                     |
|          | Bá tước xứ Buchan                  | 1469   | | Vua James III                    |
|          | Bá tước xứ Eglinton                | 1507   | Bá tước xứ Winton trong Đẳng cấp quý tộc Vương quốc Liên hiệp Anh.                                                         | Vua James IV                     |
|          | Bá tước xứ Cassilis                | 1509   | Hầu tước xứ Ailsa trong Đẳng cấp quý tộc Vương quốc Liên hiệp Anh.                                                         | Vua James IV                     |
|          | Bá tước xứ Moray                   | 1562   | | Nữ vương Mary I                  |
|          | Bá tước xứ Mar                     | 1565   | Bá tước xứ Kellie trong Đẳng cấp quý tộc Scotland                                                                          | Nữ vương Mary I                  |
|          | Bá tước xứ Home                    | 1605   | | James VI và I\|Vua James VI và I |
|          | Bá tước xứ Perth                   | 1605   | | James VI và I\|Vua James VI và I |
|          | Bá tước xứ Abercorn                | 1606   | Công tước xứ Abercorn trong Đẳng cấp quý tộc Ireland                                                                       | James VI và I\|Vua James VI và I |
|          | Bá tước xứ Strathmore và Kinghorne | 1606   | Bá tước xứ Strathmore và Kinghorne trong Đẳng cấp quý tộc Vương quốc Liên hiệp Anh.                                        | James VI và I\|Vua James VI và I |
|          | Bá tước xứ Haddington              | 1619   | | James VI và I\|Vua James VI và I |
|          | Bá tước xứ Kellie                  | 1619   | Bá tước xứ Mar (1565) trong Đẳng cấp quý tộc Scotland                                                                      | James VI và I\|Vua James VI và I |
|          | Bá tước xứ Galloway                | 1623   | | James VI và I\|Vua James VI và I |
|          | Bá tước xứ Lauderdale              | 1624   | | James VI và I\|Vua James VI và I |
|          | Bá tước xứ Lindsay                 | 1633   | | Vua Charles I                    |
|          | Bá tước xứ Loudoun                 | 1633   | | Vua Charles I                    |
|          | Bá tước xứ Kinnoull                | 1633   | | Vua Charles I                    |
|          | Bá tước xứ Dumfries                | 1633   | Hầu tước xứ Bute trong Đẳng cấp quý tộc Đại Anh.                                                                           | Vua Charles I                    |
|          | Bá tước xứ Elgin                   | 1633   | Bá tước xứ Kincardine trong Đẳng cấp quý tộc Scotland                                                                      | Vua Charles I                    |
|          | Bá tước xứ Southesk                | 1633   | Công tước xứ Fife trong Đẳng cấp quý tộc Vương quốc Liên hiệp Anh.                                                         | Vua Charles I                    |
|          | Bá tước xứ Wemyss                  | 1633   | Bá tước xứ March trong Đẳng cấp quý tộc Scotland                                                                           | Vua Charles I                    |
|          | Bá tước xứ Dalhousie               | 1633   | | Vua Charles I                    |
|          | Bá tước xứ Airlie                  | 1639   | | Vua Charles I                    |
|          | Bá tước xứ Leven                   | 1641   | Bá tước Melville trong Đẳng cấp quý tộc Scotland                                                                           | Vua Charles I                    |
|          | Bá tước xứ Dysart                  | 1643   | | Vua Charles I                    |
|          | Bá tước xứ Selkirk                 | 1646   | Hiện bị từ chối bởi James Douglas-Hamilton – Lãnh chúa Selkirk xứ Douglas trong Đẳng cấp quý tộc Vương quốc Liên hiệp Anh. | Vua Charles I                    |
|          | Bá tước xứ Northesk                | 1647   | | Vua Charles I                    |
|          | The Bá tước xứ Kincardine          | 1647   | Bá tước xứ Elgin trong Đẳng cấp quý tộc Scotland                                                                           | Vua Charles I                    |
|          | Bá tước xứ Balcarres               | 1651   | Bá tước xứ Crawford trong Đẳng cấp quý tộc Scotland                                                                        | Vua Charles II                   |
|          | Bá tước xứ Dundee                  | 1660   | | Vua Charles II                   |
|          | Bá tước xứ Newburgh                | 1660   | | Vua Charles II                   |
|          | Bá tước xứ Annandale và Hartfell   | 1662   | | Vua Charles II                   |
|          | Bá tước xứ Dundonald               | 1669   | | Vua Charles II                   |
|          | Bá tước xứ Kintore                 | 1677   | | Vua Charles II                   |
|          | Bá tước xứ Aberdeen                | 1682   | Hầu tước xứ Aberdeen và Temair trong Đẳng cấp quý tộc Vương quốc Liên hiệp Anh                                             | Vua Charles II                   |
|          | Bá tước xứ Dunmore                 | 1686   | | Vua James VII và II              |
|          | Bá tước xứ Melville                | 1690   | Bá tước xứ Leven trong Đẳng cấp quý tộc Scotland                                                                           | Vua William II and III           |
|          | Bá tước xứ Orkney                  | 1696   | | Vua William II and III           |
|          | Bá tước xứ March                   | 1697   | Bá tước xứ Wemyss trong Đẳng cấp quý tộc Scotland                                                                          | Vua William II and III           |
|          | Bá tước xứ Seafield                | 1701   | | Vua William II and III           |
|          | Bá tước xứ Stair                   | 1703   | | Nữ hoàng Anne                    |
|          | Bá tước xứ Rosebery                | 1703   | Bá tước xứ Midlothian trong Đẳng cấp quý tộc Vương quốc Liên hiệp Anh.                                                     | Nữ hoàng Anne                    |
|          | Bá tước xứ Glasgow                 | 1703   | | Nữ hoàng Anne                    |
|          | Bá tước xứ Hopetoun                | 1703   | Hầu tước xứ Linlithgow trong Đẳng cấp quý tộc Vương quốc Liên hiệp Anh.                                                    | Nữ hoàng Anne                    |
|          | Bá tước xứ Bute                    | 1703   | Hầu tước xứ Bute trong Đẳng cấp quý tộc Đại Anh                                                                            | Nữ hoàng Anne                    |

## Tử tước
- Tước hiệu phụ.

| Huy hiệu | Tước hiệu             | Tạo lập | Tước hiệu bá tước khác hoặc cao hơn                 | Quân chủ          |
| -------- | --------------------- | ------- | --------------------------------------------------- | ----------------- |
|          | Tử tước Falkland      | 1620    |                                                     | Vua James VI và I |
|          | Tử tước xứ Stormont   | 1621    | Bá tước xứ Mansfield trong Đẳng cấp quý tộc Đại Anh | Vua James VI và I |
|          | Tử tước xứ Arbuthnott | 1641    |                                                     | Vua Charles I     |
|          | Tử tước xứ Oxfuird    | 1651    |                                                     | Vua Charles II    |

## Lãnh chúa Nghị viện
- Tước hiệu phụ.

| Huy hiệu | Tước hiệu                     | Tạo lập | Tước hiệu bá tước khác hoặc cao hơn | Quân chủ                         |
| -------- | ----------------------------- | ------- | --- | -------------------------------- |
|          | Lãnh chúa Forbes              | 1442    | | Vua James III                    |
|          | Lãnh chúa Gray                | 1445    | | Vua James III                    |
|          | Quý bà Saltoun                | 1445    | | Vua James III                    |
|          | Lãnh chúa Sinclair            | 1449    | | Vua James III                    |
|          | Lãnh chúa Borthwick           | 1452    | | Vua James III                    |
|          | Lãnh chúa Cathcart            | 1452    | Bá tước Cathcart trong Đẳng cấp quý tộc Vương quốc Liên hiệp Anh. | Vua James III                    |
|          | Lãnh chúa Lovat               | 1464    | Nam tước Lovat trong Đẳng cấp quý tộc Vương quốc Liên hiệp Anh | Vua James III                    |
|          | Lãnh chúa Sempill             | 1488    | | Vua James IV                     |
|          | Quý bà Herries                | 1490    | | Vua James IV                     |
|          | Lãnh chúa Elphinstone         | 1510    | Nam tước Elphinstone thuộc Đẳng cấp quý tộc Vương quốc Liên hiệp Anh.                                                                                                 | Vua James IV                     |
|          | Lãnh chúa Torphichen          | 1564    | | Nữ vương Mary I                  |
|          | Quý bà Kinloss                | 1602    | | James VI và I\|Vua James VI và I |
|          | Lãnh chúa Colville xứ Culross | 1604    | Tử tước Colville xứ Culross thuộc Đẳng cấp quý tộc Vương quốc Liên hiệp Anh.                                                                                          | James VI và I\|Vua James VI và I |
|          | Lãnh chúa Balfour xứ Burleigh | 1607    | | James VI và I\|Vua James VI và I |
|          | Lãnh chúa Dingwall            | 1609    | Nam tước Lucas thuộc Đẳng cấp quý tộc Anh. | James VI và I\|Vua James VI và I |
|          | Lãnh chúa Napier              | 1627    | Nam tước Ettrick thuộc Đẳng cấp quý tộc Vương quốc Liên hiệp Anh. | Vua Charles I                    |
|          | Lãnh chúa Fairfax xứ Cameron  | 1627    | | Vua Charles I                    |
|          | Lãnh chúa Reay                | 1628    | | Vua Charles I                    |
|          | Lãnh chúa Forrester           | 1633    | Nam tước Verulam thuộc Đẳng cấp quý tộc Đại Anh; Tử tước Grimston thuộc Đẳng cấp quý tộc Ireland; Bá tước xứ Verulam thuộc Đẳng cấp quý tộc Vương quốc Liên hiệp Anh. | Vua Charles I                    |
|          | Lãnh chúa Elibank             | 1643    | | Vua Charles I                    |
|          | Lãnh chúa Belhaven và Stenton | 1647    | | Vua Charles I                    |
|          | Lãnh chúa Rollo               | 1651    | Nam tước Dunning thuộc Đẳng cấp quý tộc Vương quốc Liên hiệp Anh. | Vua Charles II                   |
|          | Lãnh chúa Ruthven xứ Freeland | 1651    | Bá tước xứ Carlisle thuộc Đẳng cấp quý tộc Anh. | Vua Charles II                   |
|          | Lãnh chúa Nairne              | 1681    | Tử tước Mersey thuộc Đẳng cấp quý tộc Vương quốc Liên hiệp Anh. | Vua Charles II                   |
|          | Lãnh chúa Polwarth            | 1690    | | Vua William II và III            |